# Arrondissement Mortain
Mortain is een voormalig arrondissement in het departement Manche in de Franse regio Normandië. Het arrondissement werd op 17 februari 1800 gevormd en op 10 september 1926 opgeheven. De acht kantons werden bij de opheffing toegevoegd aan het arrondissement Avranches.

## Kantons
Het arrondissement was samengesteld uit de volgende kantons:
- kanton Barenton
- kanton Isigny-le-Buat
- kanton Juvigny-le-Tertre
- kanton Mortain
- kanton Saint-Hilaire-du-Harcouët
- kanton Saint-Pois
- kanton Sourdeval
- kanton Le Teilleul